# Federação Eslovaca de Hóquei no Gelo
A Federação Eslovaca de Hóquei no Gelo é o órgão que dirige e controla o hóquei no gelo da Eslováquia, comandando as competições nacionais e a seleção nacional.